# 泰州城墙
泰州城墙，位于江苏省泰州市。泰州城墙于宋代基本定型，明代初年重建，1939年8月，城墙基本拆除，原址成为环城公路。

## 历史
明初，泰州城重建。万历十四年（1586年），因洪水导致城墙大面积坍塌，泰州知州谭默在修复城墙时，将城墙内外包砖。清代康熙、乾隆年间，两次修筑泰州城。1937年，抗战爆发，当时的政府下令拆除城墙。1939年，城墙拆除完毕。